# Johann Christoph Rodbertus
Johann Christoph Rodbertus (* 19. November 1775 in Barth; † 16. März 1827 in Beseritz) war ein deutscher Rechtswissenschaftler.

## Leben
Johann Christoph Rodbertus war der Sohn des Barther Kaufmanns und Reeders Johann Nicolaus Rodbertus (1752–1828) und dessen Frau Katharina Westphal (1743–1784). Die Eltern waren wohlhabend und nicht minderbemittelt, wie es in einigen Nekrologen verbreitet wurde. Diese Behauptung geht auf die religiöse Lebensauffassung des Vaters zurück, der Mitglied des Hilfsbibelcommittees für die Stadt und den Kirchenkreis Barth war, sich als „Armer Christi“ fühlte und sich auf dem Barther Armenfriedhof bestatten ließ.
Als jüngstes von acht Kindern und wahrscheinlich seinen eigenen Neigungen entsprechend, war eine kaufmännische Laufbahn für ihn keine Notwendigkeit. Der Vater schickte ihn auf die Greifswalder Stadtschule. Anschließend studierte er Rechtswissenschaften an den Universitäten Greifswald und Göttingen. Nach der Promotion 1795 kehrte er nach Greifswald zurück. Dort wurde er 1802 Dozent, 1803 Adjunkt und später Professor für Römisches Recht. Die Regierung Schwedisch-Pommerns ernannte ihn zum königlich-schwedischen Justizrat.
Während der Franzosenzeit gab er 1808 sein Lehramt auf und zog mit seiner Familie nach Beseritz in Mecklenburg-Strelitz. Dort widmete er sich der Landwirtschaft auf dem 1100 Hektar großen Gut, das seine Frau geerbt hatte. Später kaufte er es von ihr. Daneben verfasste er staatswissenschaftliche Arbeiten, die in Zeitschriften wie den Greifswalder kritischen Nachrichten und in Häberlein’s Staats-Archiv veröffentlicht wurden.

## Familie
Johann Christoph Rodbertus heiratete am 14. Mai 1803 Eleonore Schlettwein (* 24. November 1784 in Gießen; † 1849), die Tochter des Nationalökonomen Johann August Schlettwein und der Friederike von Geusau (1747–1802). Der Ehe entstammten zwei Kinder. Der Sohn Johann Karl Rodbertus (1805–1875) wurde Ökonom und gilt als Begründer des Staatssozialismus. Die Tochter Mathilde Rodbertus (1804–1886) heiratete Franz von Lepel (1803–1877), Gutsbesitzer in Wieck bei Gützkow und preußischer Politiker, mit dem sie sich in der Inneren Mission in Pommern engagierte.